# Paroplitis beringianus
Paroplitis beringianus är en stekelart som beskrevs av Mason 1981. Paroplitis beringianus ingår i släktet Paroplitis och familjen bracksteklar. Inga underarter finns listade i Catalogue of Life.